# 剣河県
剣河県（けんか-けん）は中華人民共和国貴州省黔東南ミャオ族トン族自治州に位置する県。

## 行政区画
下部に1街道、11鎮、1郷を管轄する。
- 街道
  - 仰阿莎街道
- 鎮
  - 革東鎮、柳川鎮、南加鎮、南明鎮、岑松鎮、太擁鎮、磻渓鎮、久仰鎮、南哨鎮、南寨鎮、観麼鎮
- 郷
  - 敏洞郷

## 交通

### 道路
- 高速道路
  - 滬昆高速道路
  - S25 沿榕高速道路
- 国道
  - G320国道